# IC 2541
IC 2541 је спирална галаксија у сазвјежђу Хидра која се налази на листи објеката дубоког неба у Индекс каталогу.
Деклинација објекта је - 17° 26' 6" а ректасцензија 10h 5m 48,0s. Привидна величина (магнитуда) објекта IC 2541 износи 13,6 а фотографска магнитуда 14,4. IC 2541 је још познат и под ознакама MCG -3-26-17, PGC 29309.